# Kate Osborne
Pour les articles homonymes, voir Osborne.
Kate Osborne (née le 18 juin 1966) est une femme politique du parti travailliste britannique, qui est députée de Jarrow depuis 2019.

## Carrière
Osborne travaille pour Royal Mail pendant 25 ans. Sa première incursion en politique a lieu en 2009, lorsqu'elle se présente dans une élection partielle pour le quartier Preston au North Tyneside Council, perdant face au conservateur David Sarin. L'année suivante, Osborne est élue pour représenter le quartier aux élections locales de 2010 au Royaume-Uni, remportant le siège du député conservateur sortant. Elle est réélue pour représenter Preston en 2014, puis à nouveau en 2018,,. Elle quitte ce poste en 2020 .
Elle est élue à la Chambre des communes lors des élections générales de 2019 au Royaume-Uni, représentant Jarrow, un siège sûr pour les travaillistes. Elle succède à l'ancien député du parti, Stephen Hepburn, qui n'a pas été réinvesti pour des allégations d'inconduite. Osborne est membre du groupe de campagne socialiste de gauche du Labour.

## Vie privée
Originaire du sud-est, Osborne a vécu dans le nord-est de l'Angleterre pendant plus de 30 ans à partir de 2019. Osborne est connue pour être une activiste et militante au sein des mouvements LGBT +. Elle est mariée à Pamela Brooks, une ancienne conseillère de North Tyneside, qui représente le quartier de Whitley Bay de 2010 à 2014 et le quartier de Preston de 2015 à 2019 . Le couple a siégé au conseil en même temps, pendant quatre ans au cours desquels elles ont toutes deux représenté le même quartier, Preston.